# Tag der Verzweiflung
Tag der Verzweiflung (Originaltitel: O Dia do Desespero) ist ein Filmdrama des portugiesischen Regisseurs Manoel de Oliveira aus dem Jahr 1992. Die Filmbiografie zeichnet den letzten Lebensabschnitt des Schriftstellers Camilo Castelo Branco (1825–1890) nach. Der Film folgt im Wesentlichen den Briefen Castelo Brancos und wurde in dessen Haus in São Miguel de Seide gedreht. Kameramann Mário Barroso spielte hier erneut Camilo Castelo Branco, wie bereits in Oliveiras Francisca (1981), der in Teilen ebenfalls in Castelo Brancos Haus gedreht wurde.

## Inhalt
Camilo Castelo Branco lebt in seinem Haus, niedergeschlagen von einer unaufhaltsamen Augenkrankheit und beschäftigt mit ungelösten inneren Konflikten und offenen Fragen. Umringt von seiner Geliebten Ana Plácido, einer Hausangestellten und wenigen Besuchen, ist er eines Tages erblindet erwacht.
Des Lesens und Schreibens nicht mehr selbst fähig, verzweifelt er vollends. Als der renommierte Augenspezialist Magalhães aus Aveiro anreist und ihm nur vage und wenig überzeugende Hoffnungen macht, nimmt er sich schließlich das Leben.

## Rezeption
Der Film wurde erstmals am 30. Mai 1992 auf der Weltausstellung 1992 im spanischen Sevilla gezeigt. Seine eigentliche Premiere hatte er in der Schweiz, auf dem Locarno Film Festival (August 1992), wo der Regisseur den Ehrenleopard des Internationalen Filmfestivals von Locarno für Tag der Verzweiflung und sein bisheriges Lebenswerk erhielt. Danach lief der Film auf einer Vielzahl Filmfestivals, darunter das Toronto International Film Festival (11. September 1992) und das Chicago International Film Festival (Oktober 1993). In die Kinos kam der Film am 30. Oktober 1992 in Portugal, am 7. April 1993 in Frankreich und am 6. Januar 1994 im niederländischen Amsterdam.
Mit seiner weitgehenden Reduzierung auf das Hausinnere und die beiden Hauptfiguren (Camilo Castelo Branco und Ana Plácido), und mit den langen Zitaten aus den Briefen Castelo Brancos, wirkt der reduzierte Film wie eine Dokumentation der letzten Monate des Lebens des Schriftstellers. Die beiden Hauptdarsteller stellen sich selbst vor und erläutern die Hintergründe ihrer Szenen direkt in die Kamera und sind dabei zunächst mehr erläuternd als darstellend zu sehen, was den dokumentarischen Eindruck anfangs verstärkt.
Der Zuschauer begleitet den Schriftsteller auf seinem letzten Lebensabschnitt und seiner finalen inneren Reise, die noch über sein Lebensende hinaus führt. So konzentriert sich der Film, ohne äußere Ablenkungen, auf das innere Seelenleben und nur die wichtigsten, oft nur verbal erläuterten äußeren Umstände des Lebens Castelo Brancos. Die direkten Offenbarungen des Schriftstellers und die vertraulich vorgetragenen Erläuterungen der Darsteller, oft direkt in die Kamera gesprochen, ziehen den Zuschauer immer weiter ins Vertrauen und in die Gefühlswelt der Hauptfigur. Der Übergang von den erläuternden zu den schauspielenden Darstellern vollzieht sich dabei fließend.
Der Film zeigt hier nicht den aufbegehrenden und unangepassten Schriftsteller mit seinen Skandalen, sondern das überzeugende Bild eines mit seinem Verfall und dem Tod hadernden, von Ängsten, Reue, Verzweiflung und Todessehnsucht erfüllten alten Mann. Oliveira, der in seinen Filmen häufig das Ableben thematisiert, begleitet den Tod hier besonders weit, so weit wie sonst nie, bis in das kalte Grab und weiter den nachhallenden Gedanken des Verstorbenen folgend.
Die Kritik lobte den ungewöhnlichen und wirkungsvollen Aufbau des Films, der sich in jeder Hinsicht auf das Wesentliche beschränkt. Nachdem sie Oliveiras vorangegangenen Film Die göttliche Komödie als schwächeren Rückschritt empfand, sah sie ihn hier zu seinen Stärken zurückgekehrt, insbesondere seiner Innovation und seinem zwischen Nähe und Distanz wechselnden Einsatz der Schauspieler, hier zu besonderer Form gebracht.
„Tag der Verzweiflung“ war der portugiesische Kandidat für den besten fremdsprachigen Film zur Oscarverleihung 1993, gelangte bei der folgenden 65. Oscarverleihung jedoch nicht zur Nominierung.
Er erschien zunächst als VHS-Kassette bei Atalanta Filmes und später als DVD bei Lusomundo, 2008 auch als Teil einer DVD-Box zum 100. Geburtstag Manoel de Oliveiras.